# Mečovka Birchmannova
Mečovka Birchmannova (latinsky: Xiphophorus birchmanni, slovensky: Mečúň Birchmannov, anglicky: Sheepshead swordtail). Ryba se vyskytuje ve sladkých vodách zemí Střední Ameriky. Rybu vědecky popsali v roce 1987 Walter Lechner zoolog na Vídeňské univerzitě a rakouský ichtyolog Alfred C. Radda.

## Popis
Základní zbarvení přírodní formy je u samců stříbrné s černými příčnými pruhy, výraznou hřbetní ploutví. Samec nemá mečík na ocasní ploutvi. Samice jsou více žluté barvy s podélným černým pruhem. Samci i samice jsou stejné velikosti, 7,0 cm. Pohlaví ryb je snadno rozeznatelné: samci mají pohlavní orgán gonopodium, samice klasickou řitní ploutev.

## Biotop
Ryba žije ve sladkých vodách Střední Ameriky, povodí Rio Panuco ve státě Hidalgo v Mexiku.

## Chov v akváriu
- Chov ryby: Pro chov je vhodné akvárium o objemu min. 60 litrů. Převaha samic nad samci je žádoucí. Pro dobré prospívání potřebuje prostor pro plavání, samci se často prohánějí, v malém prostoru může dojít k ubití slabšího jedince. Přes léto je lze chovat ve venkovním jezírku[4]
- Teplota vody: 22–28°C[4]
- Kyselost vody: 7,0–8,0 (7,2–8,2)pH[4][5]
- Tvrdost vody: 5–20°dGH[4]
- Krmení: Jedná se o všežravou rybu, preferuje živou potravu (perloočky, komáří larvy), přijímá také vločkové, nebo mražené krmivo. Okusuje řasy. Pro dobré vybarvení a růst by strava měla být pestrá.[4]
- Rozmnožování: Březost trvá přibližně 4–6 týdnů (28 dní). Samice rodí 10–30 (20–80) mláďat, dle své velikosti, Po porodu je vhodné potěr odlovit, nebo k porodu použít líhničku. Ryba se může mezidruhově křížit.[4][5]